# Фейра-де-Сантана (мікрорегіон)
Фейра-де-Сантана (порт. Microrregião de Feira de Santana) — мікрорегіон в Бразилії, входить в штат Баїя. Складова частина мезорегіону Північно-центральна частина штату Баїя. Населення становить 1 000 192 чоловік на 2007 рік. Займає площу 12 602.610 км². Густота населення — 75.6 чол./км².

## Склад мікрорегіону
До складу мікрорегіону включені наступні муніципалітети:
1. Ангера
2. Антоніу-Кардозу
3. Консейсан-да-Фейра
4. Консейсан-ду-Жакуїпі
5. Корасан-ді-Марія
6. Елізіу-Медраду
7. Фейра-ді-Сантана
8. Іпекаета
9. Іпіра
10. Ірара
11. Ітатін
12. Орісангас
13. Педран
14. Пінтадас
15. Рафаел-Жамбейру
16. Санта-Барбара
17. Санта-Терезінья
18. Сантанополіс
19. Санту-Естеван
20. Серра-Прета
21. Сан-Гонсалу-дус-Кампус
22. Танкінью
23. Теодору-Сампаю
24. Агуа-Фрія

| Бразилія | Це незавершена стаття з географії Бразилії. Ви можете допомогти проєкту, виправивши або дописавши її. |